# Route nationale 975 (Belgique)
Pour les articles homonymes, voir Route nationale 975.
La route nationale 975 est une route nationale de Belgique de 25 kilomètres qui relie Châtelet à Corenne via Gerpinnes

## Description du tracé

### Communes sur le parcours
- Région wallonne
  -  Province de Hainaut
    - Châtelet
    - Bouffioulx (Châtelet)
    - Acoz (Gerpinnes)
    - Gerpinnes
    - Hymiée (Gerpinnes)

  -  Province de Namur
    - Hanzinne (Florennes)
    - Hanzinelle (Florennes)
    - Morialmé (Florennes)
    - Saint-Aubin (Florennes)
    - Florennes
    - Corenne (Florennes)